# Гунетина
Гунетина (серб. Гуњетина) — населённый пункт в общине Власотинце Ябланичского округа Сербии.

## Население
Согласно переписи населения 2002 года, в селе проживало 97 человек (95 сербов и 2 лица неизвестной национальности).
| Численность населения | Численность населения | Численность населения | Численность населения | Численность населения | Численность населения | Численность населения | Численность населения |
| 1948                  | 1953                  | 1961                  | 1971                  | 1981                  | 1991                  | 2002                  | 2011                  |
| --------------------- | --------------------- | --------------------- | --------------------- | --------------------- | --------------------- | --------------------- | --------------------- |
| 165                   | 164                   | 169                   | 172                   | 137                   | 117                   | 97                    | 54                    |

## Религия
Согласно церковно-административному делению Сербской православной церкви, село относится к Запланьскому приходу Второго нишского архиерейского наместничества Нишской епархии.